# Santa Coloma de Farners (kommun)
Santa Coloma de Farners är en kommun i Spanien.   Den ligger i provinsen Província de Girona och regionen Katalonien, i den östra delen av landet, 500 km öster om huvudstaden Madrid. Antalet invånare är 12 448. Arean är 71 kvadratkilometer. Santa Coloma de Farners gränsar till Osor, Brunyola, Vilobí d'Onyar, Sils, Riudarenes, Sant Feliu de Buixalleu, Arbúcies och Sant Hilari Sacalm. 
Terrängen i Santa Coloma de Farners är kuperad åt sydväst, men åt nordost är den platt.